# Gat de Borneo
El gat de Borneo (Catopuma badia), també conegut com a gat vermell de Borneo, és un petit felí endèmic de l'illa de Borneo. Juntament amb el gat daurat asiàtic, formen el gènere Catopuma.
Gairebé tota la informació que es té sobre aquest felí, està basada en només 12 espècimens, el primer dels quals fou capturat per Alfred Russel Wallace el 1855 a Sarawak. A les següents dècades es van obtenir un total de 7 pells més, però no fou fins al 1992 que es va obtenir un espècimen viu, i no hi ha fotografies de l'animal fins que el 1998 es va capturar un segon espècimen viu.

## Descripció

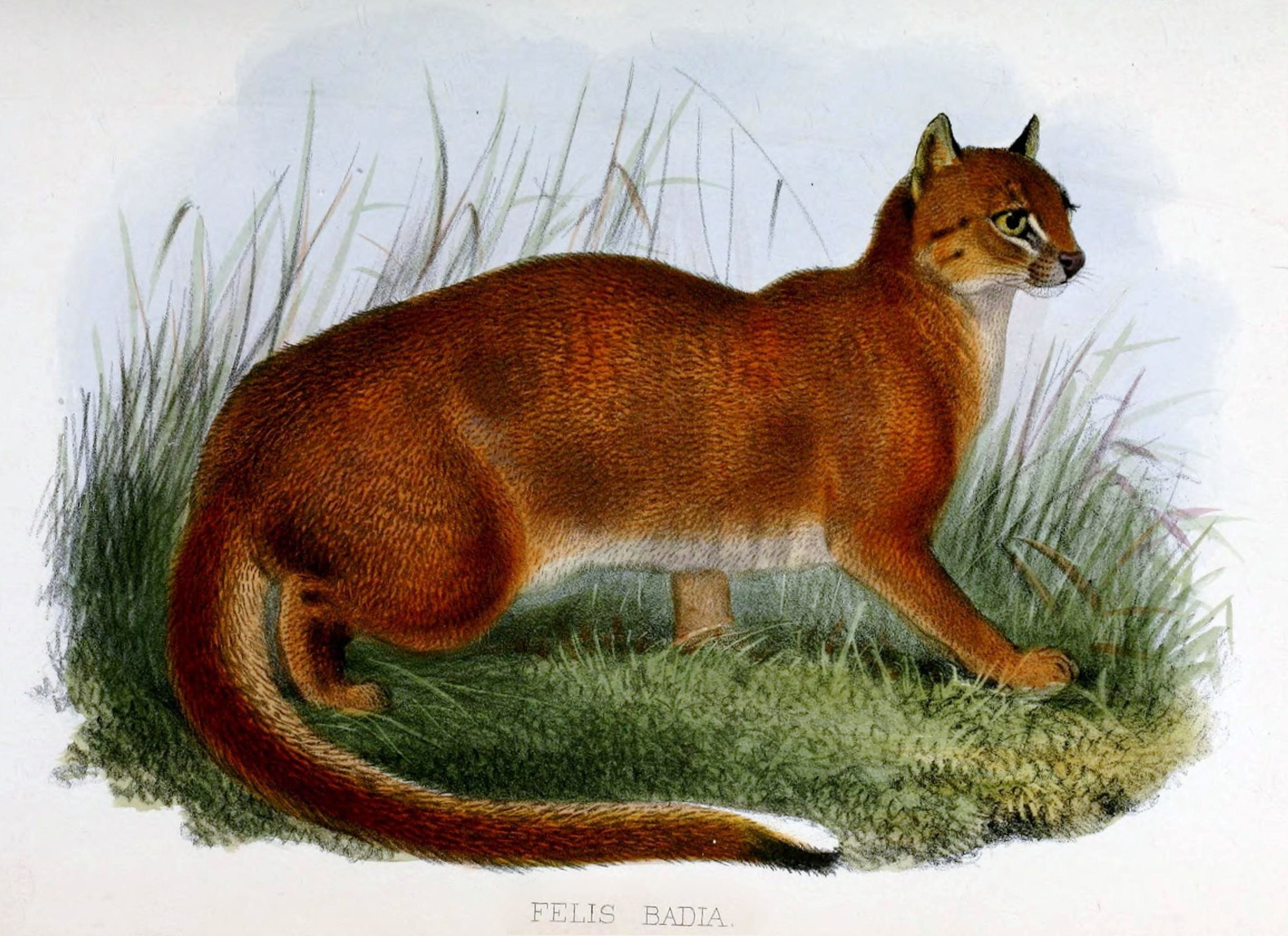
Dibuix d'un gat de Borneo

El pelatge del gat de Borneo és generalment marró vermellós, encara que hi ha variacions de color gris, i generalment té el ventre més clar que la resta del cos. Les orelles són petites i arrodonides.
El cos és lleugerament clapat amb marques negres i taques a la part inferior i les extremitats. El cap curt i arrodonit és de color marró grisenc fosc amb dues ratlles fosques que s'originen a la part superior (per la part interna) de cada ull, i té una marca fosca amb forma de ema a la part posterior. La part posterior de les orelles és de color gris fosc, i no té les taques centrals blanques que es troben en moltes altres espècies de felins. La part inferior de la barbeta és de color blanc i té dues ratlles tènues de color marró a les galtes. La seva cua llarga té una ratlla groga en tota la seva longitud en la part inferior, que és de color blanc pur a la punta, i té una petita taca negre. Les proporcions del cos i la seva cua extremadament llarga, li donen una aparença que recorda al jaguarundi.
Durant un temps, es desconeixia si el gat de Borneo era una espècie única o simplement era una forma més petita del gat daurat asiàtic a l'illa. Les proves genètiques de les mostres de sang extretes de l'exemplar capturat el 1992, han confirmat que es tracta d'una espècie per si mateixa i que, per tant, es troba en greu perill d'extinció. No s'han descrit subespècies.
Té una longitud del cos i el cap entre 53 i 67 centímetres, i una cua que mesura entre 32 i 39 centímetres. El pes estimat d'un adult varia entre 3 i 4 quilograms,

## Distribució i hàbitat
Com el seu nom suggereix, l'àrea de distribució del gat de Borneo es redueix a l'illa de Borneo, on se'l pot trobar a les selves tropicals denses fins als 900 metres, encara que s'ha informat d'una observació no confirmada a 1.800 metres. Ha estat vist a formacions de roques calcàries i, recentment, a boscos de dipterocarpàcies. Com a mínim 3 espècimens foren trobats prop de rius, encara que això es deu probablement més aviat a una conveniència de recol·lecció, que a una preferència d'hàbitat. L'últim espècimen capturat es trobava a Sarawak, a la frontera amb Indonèsia. Alguns han informat que està àmpliament distribuït a la meitat nord de l'illa. Se l'ha vist a Kalimantan (Borneo), Sabah i Sarawak.

## Comportament
Hi ha molt poca informació del comportament d'aquesta espècie. Algunes dades suggereixen que és un animal nocturn, que caça de nit a terra.

## Dieta
Durant la nit, el gat de Borneo caça ocells, rosegadors i micos. A més d'alimentar-se del que caça, també menja carronya sempre que està disponible.

## Evolució
Estudis recents indiquen que el gat de Borneo deriva d'un ancestre que comparteix amb el gat daurat asiàtic, d'una antiguitat estimada entre 4,9 i 5,3 milions d'anys, molt abans de la separació geològica de Borneo del continent fa entre 10.000 i 15.000 anys.

## Estat de conservació
A causa de la significativa pèrdua d'hàbitat a Borneo, aquesta espècie ha estat classificada "en perill" per la UICN el 2005, després d'haver estat classifica com a "dades deficients" només 10 anys abans. Ara que el gat de Borneo està protegit a la majoria dels llocs on viu, el CITES l'ha situat recentment a l'Apèndix II, a causa de la manca de dates. Tot i que oficialment Borneo compta amb 25 reserves natural, només tres són una realitat i la resta només són projectes, a més, totes aquestes reserves han estat envaïdes pels assentaments humans i l'explotació forestal. Dissortadament caçadors i comerciants d'animals locals, són molt conscients que els zoos estrangers i les instal·lacions de cria paguen 10.000 dòlars americans o més per un animal viu, encara que oficialment no hi ha gats de Borneo en captivitat.